# 다크 팝
다크 팝은 다양한 장르의 기반인 팝 음악을 기본으로해서 본인의 슬픔에서 영감을 얻어서 쓰는 장르이다.